# Stora Hösjö
Stora Hösjö är en sjö i Värnamo kommun i Småland och ingår i Lagans huvudavrinningsområde. Sjön är 8,8 meter djup, har en yta på 0,0906 kvadratkilometer och befinner sig 220,9 meter över havet.

## Delavrinningsområde
Stora Hösjö ingår i det delavrinningsområde (633310-140131) som SMHI kallar för Mynnar i 633286-140108. Medelhöjden är 206 meter över havet och ytan är 7,65 kvadratkilometer. Det finns inga delavrinningsområden uppströms utan avrinningsområdet är högsta punkten. Vattendraget som avvattnar avrinningsområdet har biflödesordning 4, vilket innebär att vattnet flödar genom totalt 4 vattendrag innan det når havet efter 150 kilometer. Delavrinningsområdet består mestadels av skog (87 %). Avrinningsområdet har 0,3 kvadratkilometer vattenytor vilket ger det en sjöprocent på 3,9 %. Bebyggelsen i området täcker en yta av 0,25 kvadratkilometer eller 3 % av avrinningsområdet.